# Гродский суд
Гро́дский или за́мковый суд — судебный орган в Речи Посполитой, представлявший собой поветовый суд для шляхты, мещан и крестьян. Получил название от слова «замок» («грод»), где первоначально находились суды. Порядок деятельности гродского суда регламентировался Статутами Великого княжества Литовского.
Первоначально в гродских судах рассматривались почти все местные дела, но с появлением других судов (земского и др.) в компетенции гродского остались только криминальные дела — о нападениях на дома шляхты, убийствах, тяжких телесных повреждениях, поджогах, разбоях, изнасилованиях, отравлениях, а также гражданские дела о возвращении беглых крепостных крестьян и челяди невольной. Основной функцией гродского суда было осуществление правосудия относительно особ, пойманных «с лицом», то есть на месте преступления, а также задержанных в течение суток после совершения преступления. Гродский суд также подтверждал гражданско-правовые договоры, заверял копии документов, обеспечивал судебные доказательства, вёл актовые книги, исполнял приговоры и решения других судов и др.
Если преступник, будучи шляхтичем, успевал в течение суток укрыться в своём доме, суд не имел права его задерживать, а был обязан вызвать через специальную повестку («по́зву»), но сделать это не позднее, чем через 4 недели после совершения преступления. Если время было упущено, дело по желанию заявителя могло быть передано в земский суд.
Судебные функции в гродском суде исполняли представители местной администрации — воевода, староста и державца, без которых, согласно Статуту 1529 года, не могли быть рассмотрены дела по правонарушениям со стороны шляхты. Если воевода, староста или державца отсутствовали или отказывались от участия в судебном процессе, их функции в суде исполнялись заместителями. В этом случае суд становился коллегиальным органом, в который входили подвоеводва, подстароста, замковый судья и писарь; последние двое назначались воеводой или старостой из числа местных шляхтичей, хорошо знающих право и владеющих западнорусским языком. Таким образом, суд мог действовать в двух составах — высшем и нижнем. Высший гродский суд, в состав которого обязательно входил воевода или староста, исполнял также функции суда второй инстанции, то есть апелляционной инстанции по отношению к нижнему составу.
С течением времени все судебные дела начали регистрироваться в специальных судебных (актовых) книгах, которые по закону должны были тщательно сберегаться. По Статуту 1588 года, каждый гродский суд должен был иметь тюрьму и содержать палача.